# Internapoli Football Club
L'Internapoli Football Club, abbreviato in Internapoli, è una società calcistica italiana con sede nella città di Napoli, nel quartiere Vomero. Il club non é iscritto in nessun campionato per la stagione 2025-2026.
L'Associazione Calcio Vomero del 1909, antesignana del club, si sciolse nel 1935 dando vita al Dopolavoro Cirio. Da quest'ultimo, il 30 giugno 1964, nacque l'Internapoli Football Club che, dopo diverse vicissitudini e rifondazioni, dal 2024 gareggia solo in competizioni giovanili.
Il club vanta nel proprio palmarès un campionato di Serie D (1966-1967), una Coppa Italia Dilettanti (1980-1981) e un campionato di Eccellenza Campania (1991-1992).

## Storia

### Le origini
L'Internapoli ha radici antiche, risalenti al 1909, anno in cui fu fondata l'A.C. Vomero, dal nome del quartiere collinare di Napoli, che disputò sempre tornei minori. Alla fine degli anni Venti nel quartiere fu costruito lo Stadio detto "del Vomero" (che dopo il 1963 prese il nome di un giornalista sportivo morto nel 1959, Arturo Collana), che di fatto divenne l'impianto ufficiale della squadra: nella stagione 1933-34 ospitò anche il Napoli a causa dell'indisponibilità, per lavori, dello stadio Giorgio Ascarelli, e così fu anche dopo la guerra, in quanto l'Ascarelli era stato distrutto dai bombardamenti.
Su impulso dell'industriale Francesco Cirio, presidente della famosa azienda di pomodori, nel 1935 venne fondato il CRAL Cirio che rilevò il Vomero e si spostò a San Giovanni a Teduccio, quartiere della periferia orientale di Napoli.

### La nascita dell'Internapoli
Il 30 giugno 1964 Giovanni Proto e Carlo Del Gaudio rilevarono il titolo sportivo del CRAL Cirio e di un altro club cittadino, la Flegrea. Prendendo spunto dal nome di un'antica squadra cittadina degli anni Dieci, l'Internazionale Napoli, fondarono l'Internapoli Football Club, riportarono la sede al Vomero ed allo stadio Arturo Collana e l'iscrissero al campionato di Serie D. Molti dei giocatori della nuova società provenivano proprio dal CRAL Cirio e dalla Flegrea.
Alla fine della stagione 1965-66, dopo il terzo posto raggiunto in campionato, andò via l'allenatore Jone Spartano e furono ceduti due giovani: Giuseppe Massa, che si trasferì alla Lazio, e Angelo Mammì, che in seguito venne acquistato dal Catanzaro con cui siglò una storica rete alla Juventus nel 1972, che valse la prima ed unica vittoria dei calabresi sui bianconeri nel campionato di Serie A (in campo, fra i giallorossi, c'era anche Franco Pavoni altro ex giocatore dell'Internapoli).
Nel 1966 la squadra juniores vinse il campionato italiano di categoria, battendo in finale il Prato ai rigori.
Nella stagione 1966-67 l'Internapoli, con Arnaldo Sentimenti come allenatore, vinse il campionato e fu promosso in Serie C, raggiungendo il nono posto nella sua prima stagione nella nuova categoria. Nella stagione 1967-68 la squadra "Berretti" vinse lo scudetto battendo nella finalissima l'Empoli per 1-0 grazie a una rete di Giorgio Chinaglia.
Nella stagione 1968-69 l'Internapoli, con il nuovo allenatore Luís Vinício e con Gianni Di Marzio come vice, sfiorò la promozione in Serie B arrivando terza. In quella stagione si misero in luce alcuni giovani tra i quali Giorgio Chinaglia e il capitano Giuseppe Wilson, che a fine stagione furono ceduti alla Lazio e saranno anche i protagonisti dello storico primo scudetto vinto dai biancocelesti nel 1974 e convocati in seguito nella nazionale italiana. In squadra era presente inoltre il centrocampista Antonio Girardo, che aveva collezionato oltre 200 partite con il Napoli nelle stagioni precedenti.
Nella stagione 1969-70, con Gianni Seghedoni in panchina, la squadra sfiorò nuovamente la promozione arrivando terza.

### Declino e fusione nella Puteolana 1909
Ai due terzi posti consecutivi seguì tuttavia il declino, con diverse retrocessioni consecutive. Negli anni Settanta l'Internapoli non riuscì a tornare in D e militò nei campionati regionali. Nel 1974 assunse la denominazione di S.C. Nuovo Vomero. Nel 1977 assunse invece la denominazione di Nuovo Napoli e la sede si spostò nel quartiere Posillipo. Tornato al nome originario, nel 1981 l'Internapoli del presidente Stefano Di Fede vinse la Coppa Italia Dilettanti battendo in finale la Mobilieri Ponsacco per 1-0, con rete del bomber Iacono. Il club riuscì poi a tornare in Serie D nella stagione 1981-82. Nella stagione successiva, a causa di problemi con lo Stadio Arturo Collana, l'Internapoli si spostò a Pozzuoli, con la S.C. Puteolana 1909 che ne assorbì il titolo sportivo.

### Il ritorno dell'Internapoli
Dopo l'assorbimento della società da parte della Puteolana 1909, molte persone volevano riportare il vecchio club a Napoli e così, nello stesso anno, venne fondato il Gabbiano, dal presidente Giuseppe Cerbone. Il Gabbiano riuscì a vincere il campionato di Eccellenza Campania nella stagione 1991-92 e venne promosso in Serie D, assumendo la nuova denominazione di Gabbiano Napoli; quest'ultimo sfiorò poi la promozione in C2 nella stagione 1995-1996, al termine della quale prese il nome di Internapoli. Nella stagione 1996-1997 la squadra sfiorò nuovamente la promozione in C2, ma in quella successiva arrivò solo settima. Nella stagione 1998-99 il club non riuscì a salvarsi retrocedendo in Eccellenza. Nelle stagioni 1997-98 e 1998-99 l'Internapoli giocò le gare casalinghe allo stadio San Mauro di Casoria.

### L'InterSavoia
Nel 2001, in seguito al fallimento del Savoia, il presidente Dario Pasquariello spostò il club a Torre Annunziata, assumendo la denominazione di InterSavoia. Dopo un solo anno, con la promozione in Serie D, il club riprese il nome di Società Sportiva Savoia 1908.

### L'Internapoli Camaldoli e l'Internapoli Marano
Nel 2003 una squadra locale, il S.C. Camaldoli, cambiò nome in S.S.D. Internapoli Camaldoli.
Nel 2005 ottenne l'attenzione dei media per l'acquisto di Diego Armando Maradona Jr.
L'Internapoli Camaldoli ha militato in Eccellenza Campania fino alla stagione 2010-2011, quando vinse il play-off approdando in Serie D.
L'Internapoli, con un comunicato ufficiale sul proprio sito, dichiarò che per la stagione 2011-2012 avrebbe giocato le gare casalinghe allo stadio comunale di Marano di Napoli (NA), impianto idoneo per lo svolgimento del Campionato Nazionale di Serie D. Tuttavia, non abbandonò del tutto il Complesso sportivo Kennedy dei Camaldoli dove continuarono le attività della scuola calcio e del settore giovanile. Con il trasferimento a Marano di Napoli la società cambiò anche la denominazione in S.S.D. Internapoli Città di Marano.

### Ultimi anni
Durante l'estate 2012 la società vendette il proprio titolo sportivo alla Puteolana di Pozzuoli originando la S.S.D. Puteolana 1902 Internapoli, che ripartì nella stagione 2012-2013 dalla Serie D. Nel 2014 cambiò nuovamente denominazione in Società Sportiva Dilettantistica Puteolana 1902, cancellando Internapoli dal nome e di conseguenza smise di esistere definitivamente.
Nel 2022 l'Internapoli rinacque grazie al titolo di prima categoria Campania del "Città Di Mugnano" del presidente Massimo Maggio, assumendo la denominazione ufficiale di A.S.D. Calcio Internapoli 1964. Nella stagione 2022/23 la squadra ha partecipato al campionato di Prima Categoria Campana girone C, arrivando seconda in campionato e perdendo la finale play-off del girone con un'altra storica società napoletana, il Pianura Calcio 1977. Dopo aver vinto la finale play-out nel campionato di Prima Categoria della stagione 2023/24, la società non si è iscritta al successivo ed ha mantenuto solo le squadre giovanili.

## Allenatori
- Jone Spartano
- Arnaldo Sentimenti
- Luís Vinício
- Gianni Di Marzio

## Giocatori celebri
- Giorgio Chinaglia
- Giuseppe Wilson
- Giuseppe Massa
- Giuseppe Fiaschi
- Antonio Girardo
- Oliviero Visentin
- Franco Pavoni
- Angelo Mammì
- Mario Russo
- Rocco Fotia
- Ciro Caruso
- Salvatore Bocchetti
- Diego Armando Maradona Junior

## Palmarès

### Competizioni nazionali
- Coppa Italia Dilettanti: 1

1980-1981

### Competizioni interregionali
- Serie D: 1

1966-1967 (girone F)

### Competizioni regionali
- Eccellenza Campania: 1

1991-1992 (girone A)

### Altri piazzamenti
- Serie D:

Terzo posto: 1965-1966 (girone F)
- Campionato Nazionale Dilettanti:

Secondo posto: 1995-1996 (girone G), 1996-1997 (girone G)
- Eccellenza:

Secondo posto: 2005-2006 (girone A)
Terzo posto: 2009-2010 (girone A), 2010-2011 (girone A)
- Coppa Italia Dilettanti Campania:

Semifinalista: 2009-2010

## Statistiche e record

### Partecipazione ai campionati
| Livello | Categoria                       | Partecipazioni | Debutto   | Ultima stagione | Totale |
| ------- | ------------------------------- | -------------- | --------- | --------------- | ------ |
| 3º      | Serie C                         | 4              | 1967-1968 | 1970-1971       | 4      |
| 4º      | Serie D                         | 5              | 1964-1965 | 1977-1978       | 5      |
| 5º      | Campionato Interregionale       | 1              | 1981-1982 | 1981-1982       | 10     |
| 5º      | Campionato Nazionale Dilettanti | 7              | 1992-1993 | 1998-1999       | 10     |
| 5º      | Serie D                         | 2              | 2000-2001 | 2011-2012       | 10     |